# Натали Зимън Дейвис
Натали Зимън Дейвис (на английски: Natalie Zemon Davis) e американско-канадска историчка, носител на Холберговата награда (2010). Авторитет в изследванията на културата на Новото време в Западна Европа, изследванията на пола, микроисторията.

## Биография
Дейвис е родена на 8 ноември 1928 г. в Детройт, САЩ. Завършва Харвардския университет, защитава докторска дисертация в Мичиганския университет през 1959 г. В епохата на макартизма Натали Земън Дейвис и съпругът ѝ емигрират в Канада и получават канадско поданство. Преподава в Университета Браун, Университета на Торонто, Калифорнийския университет в Бъркли и Принстънския университет. През 1987 г. е избрана за президент на Американската историческа асоциация. През 2010 г. става носител на Холберговата награда за „художествен подход в описанието на историческите събития“.
Омъжена е за математика Чандлър Дейвис, има 3 деца.

## Идеи и научни приноси
През 1982 г. във Франция е произведен филмът „Завръщането на Мартин Гер“, в който Зимън Дейвис е консултант. Като резултат от работата над филма тя издава едноименната книга (която излиза на френски език едновременно с филма, а през 1983 г. е преведена на английски език). В центъра на вниманието на труда са представите на френските селяни от XVI век за човека.
През 1995 г. е отпечатан трудът ѝ „Жени на ръба: три биографии от XVII век“, в която въз основа на мемоарите и писмата на три жени от XVII век се разгръщат представите за ролята и мястото на жените в зората на Новото време, за нормите и предразсъдъците в обществото, за влиянието им върху поведението на жените и тяхното поведение. Героините на повествованието са Гликл бас Юда Лейб (1646/47, Хамбург – 1712, Мец), Мари Гюяр де л'Енкарнасион (1599, Тур – 1672, Канада) и Мария Сибила Мериан (1647, Франкфурт на Майн – 1717, Амстердам). И трите не са принадлежали към елита на висшата аристокрация. Всяка от тях е представителка на различна религиозна група (Гликл е юдейка, последователка на Шабтай Цви, Мари Гюяр е католическа монахиня, Мария Сибила Мериан известно време е член на протестантската секта на лабадистите и с това най-точно представят цялото общество на своята епоха. От друга страна, те са образовани и необикновени личности. Търговката Гликл, поела цялата дейност на мъжа си след смъртта му, оставя след себе си написани за потомците мемоари (първото произведение от този жанр с автор еврейска жена), в които назидателността е съчетана с духовни преживявания. Мари Гюяр се подстригва за монахиня по заповед на своя „вътрешен глас“, оставяйки сина си и пишейки мемоари по-късно, за да ги прочете именно той. Остатъка от живота си тя прекарва сред канадските индианци, проповядвайки християнството. Мария Сибила Мериан се занимава с ентомология и рисуване, публикува собствени книги, но след това заминава за Суринам, където продължава изследването на насекомите.

## Основни трудове
- Society and Culture in Early Modern France: Eight Essays (Общество и култура във Франция в началото на Модерното време). Stanford, California: Stanford University Press, 1975.
- The Return of Martin Guerre (Завръщането на Мартин Гер). Cambridge, MA: Harvard University Press, 1983.
- Frauen und Gesellschaft am Beginn der Neuzeit (Жените и обществото в зората на Новото време). Berlin: Wagenbach, 1986.
- Fiction in the Archives: Pardon Tales and their Tellers in Sixteenth Century France (Фикцията в архивите: разкази за прошка и помилвания и техните разказвачи във Франция от XVI век). Stanford, California: Stanford University Press, 1987.
- Gender in the academy: women and learning from Plato to Princeton: an exhibition celebrating the 20th anniversary of undergraduate coeducation at Princeton University (Пол и род в академичния свят: жените и образованието от Платон до Принстън). Princeton: Princeton University Library, 1990.
- Renaissance and Enlightenment Paradoxes, co-edited with Arlette Farge (Парадокси на Ренесанса и Просвещението). Cambridge, MA: Belknap Press, 1993. Volume III of A History of Women in the West.
- Women on the Margins: Three Seventeenth-century Lives (Жени на ръба: три биографии от XVII век). Cambridge, MA: Harvard University Press, 1995.
- A Life of Learning: Charles Homer Haskins Lecture for 1997 Архив на оригинала от 2012-09-27 в Wayback Machine.. New York: American Council of Learned Societies, 1997.
- Remaking Imposters: From Martin Guerre to Sommersby, Egham, Surrey, UK. Royal Holloway Publications Unit, 1997.
- The Gift in Sixteenth-Century France (Дарът във Франция през XVI век). University of Wisconsin Press, 2000.
- Slaves on Screen: Film and Historical Vision (Робите на екрана: филмът и историческата визия). Cambridge, MA: Harvard University Press, 2002.
- Trickster Travels (Фокуснически пътувания). New York: Hill & Wang, 2006.

### На български
- Натали Зимън Дейвис. Белетристика в архивите: Разкази и разказвачи за помилване във Франция през XVI век. Превод от английски Неза Михайлова. София: Екслибрис, 1999, 232 с. (ISBN 954-8208-22-9)